# Pêro Escolar
Pêro Escolar (lebte im 15. und 16. Jahrhundert) war ein portugiesischer Seefahrer und Entdecker.

## Person
Über Pêro Escolar ist nur sehr wenig bekannt, selbst seine Geburtsdaten fehlen. Er darf nicht verwechselt werden mit Pêro Escobar (oder Escovar), der 1471 unter Generalkapitän João de Santarém die Goldküste entdeckte. Escolar war verheiratet mit Catarina Àlvarez.

## Entdeckungsreisen
Escolar hat zwei historisch belegte Entdeckungsreisen unternommen:
Erste Reise
8. Juli 1497 (Restelo) – 10. Juli 1499 (Lissabon): Die Flotte bestand aus vier Schiffen. Generalkapitän Vasco da Gama segelte auf der São Gabriel mit Steuermann Pero de Alenquer und Schreiber Diogo Dias (Bruder des Bartolomeu Dias). Auf der São Rafael befanden sich Kapitän Paulo da Gama und der Schreiber João de Coimbra. Die Berrio übernahmen der Kapitän Nicolau Coelho (Bruder des Gonçalo Coelho), Steuermann Pêro Escolar und Schreiber Alvaro de Braga. Das Versorgungsschiff führte Goncalo Nunez. Der Name des Pêro Escolar ist durch ein Dokument aus dem Jahre 1500 bezeugt. Insgesamt segelten maximal 170 Mann Besatzung zunächst Richtung Sankt-Helena-Bucht in Südafrika, die sie am 8. November 1497 erreichten. Nach der Mossel Bay (25. November 1497) landete die Flotte am 7. April 1498 in Mombasa, die indische Hafenstadt Calicut erreichte die Flotte am 20. Mai 1498. Escolar kehrte unter Kapitän Coelho frühzeitig am 10. Juli 1499 zurück, Vasco da Gama erst am 9. September 1499.
Zweite Reise
9. März 1500 (Belém) –  23. Juni 1501 (Lissabon): Ein Patentbrief von Portugals König Manuel I. erlaubte Pedro Álvares Cabral, mit 13 Schiffen und weit über 1000 Mann Besatzung, eine Gewürzroute nach Indien zu suchen. Erstmals wurden auch schwere Karavellen (portugiesisch caravela redonda) eingesetzt, deren Lastigkeit die der bisher verwendeten Schiffe übertraf. Unter den Kapitänen befanden sich berühmte Seeleute wie Bartolomeu Dias, dessen Bruder Diogo Dias, Pêro Escolar, Nicolao Coelho und Gaspar de Lemos, der das kleinste Schiff der Flotte (ein Versorgungsschiff) übernahm. Coelho kommandierte zusammen mit Pilot Escolar die Berrio. Escolar sichtete am 22. März 1500 die Insel São Nicolau der Kapverden. Die bis auf sechs Schiffe dezimierte Flotte erreichte am 13. September 1500 Calicut und kehrte am 23. Juni 1501 (andere Chronisten nennen den 31. Juli 1501) mit nur noch vier Schiffen nach Lissabon zurück.

## Weiteres Leben
Escolar erhielt nach seiner Rückkehr eine Pension von König Manuel I. in Höhe von 4000 Reais. Am 13. November 1509 gab es eine Notiz von Afonso de Albuquerque, worin dieser dem Statthalter von Cochin befahl, Escolar zwei Monatsgehälter in Höhe von 6000 Reais zu zahlen. Ob Escolar im Jahre 1515 als Pilot die Nau Conçeycam steuerte, wie ersichtlich eine einzige Quelle berichtet, ist umstritten.